# RheinEnergie Köln
RheinEnergie Köln är en före detta Cologne 99ers, basketklubb från Köln i Tyskland, grundad 1999. Klubbens färger är vit och röd. Klubbens ursprung finns i Köln BasCats och DJK Köln-Nord.

## Meriter
- Tyska mästare i basket: 2006

Har dock varit i final ett flertal gånger.